# Havruta

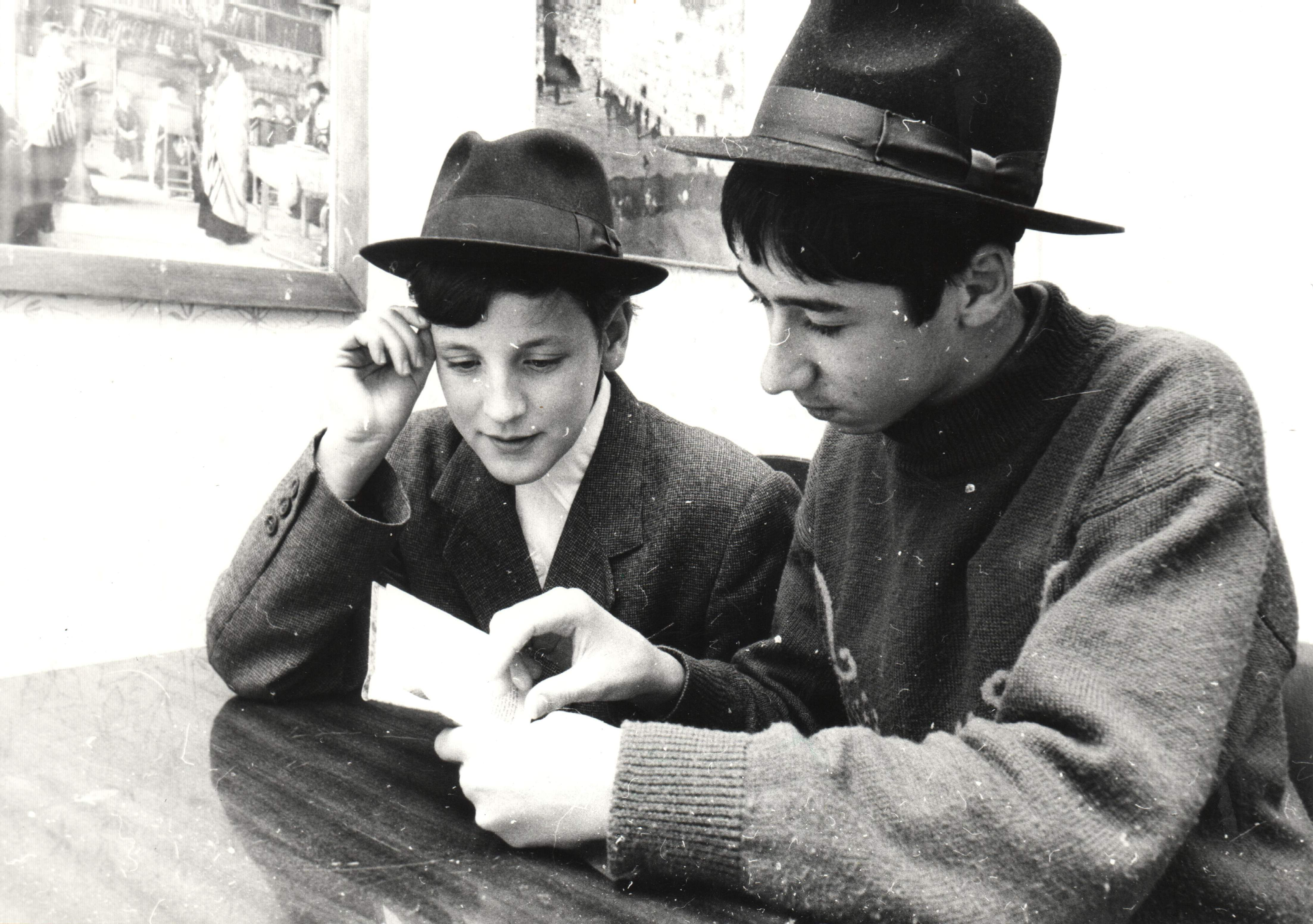
Dos compañeros estudiando con el método havruta en una yeshivá.

El método de estudio havruta, también escrito como chavruta o chavrusa (en arameo: חַבְרוּתָא, significa "amistad" o "compañerismo") es un enfoque rabínico tradicional, para el estudio del Talmud babilónico, en el cual un par de estudiantes analizan, comentan, y debaten un texto compartido.
Es un método de aprendizaje primario en las yeshivot, donde los estudiantes a menudo se relacionan con compañeros de estudio, de conocimientos y habilidades similares, y también lo practican hombres y niños fuera de la yeshivá, en el trabajo, en el hogar y en vacaciones. Es tradicional aprender el Talmud con un compañero.
A diferencia de una relación entre un profesor y un alumno, en la que el alumno memoriza y repite el material, el aprendizaje del método havruta hace que el alumno analice el texto, organice sus pensamientos y cree argumentos lógicos, también que explique su razonamiento, escuche las respuestas de su compañero, y cuestione sus ideas con los demás, a menudo llegando a ideas completamente nuevas sobre el significado del texto. El aprendizaje del método havruta es tradicionalmente practicado por hombres y por niños, pero también se ha hecho popular en las yeshivot femeninas (llamadas midrashot) que estudian los textos talmúdicos.